# The Union Tour
The Union Tour – wspólna trasa koncertowa Eltona Johna i Leona Russella; obejmująca USA, w jej trakcie odbyło się trzynaście koncertów.

## Program koncertów
Zespół Leona Russella
1. „Tight Rope”
2. „Out in the Woods”
3. „Prince of Peace”
4. „A Song for You”
5. „Delta Lady”
6. „Roll in My Sweet Baby's Arms”
7. „Stranger in a Strange Land"

Zespół Eltona Johna
1. „Saturday's Night Alright for Fighting”
2. „Philadelphia Freedom”
3. „Goodbye Yellow Brick Road”
4. „Rocket Man”
5. „Don't Let the Sun Go Down on Me”
6. „Bennie and the Jets”
7. „I'm Still Standing"

Zespoły Eltona Johna i Leona Russella
1. „If It Wasn't For Bad”
2. „Hey Ahab”
3. „Gone to Shiloh”
4. „Jimmie Rodger's Dream”
5. „There's No Tomorrow”
6. „Monkey Suit”
7. „The Best Part of a Day”
8. „A Dream Come True”
9. „When Love Is Dying”
10. „Hearts Have Turned to Stone”
11. „Never Too Old (To Hand Somebody)”
12. „In the Hands of Angels"

Zespół Eltona Johna
1. „Burn Down the Mission”
2. „Levon”
3. „Tiny Dancer”
4. „Ballad of a Well-Known Gun”
5. „I Guess That's Why They Call it the Blues”
6. „Take Me to the Pilot”
7. „Sad Songs Say So Much”
8. „The Bitch is Back”
9. „Your Song"

## Lista koncertów
1. 19 października 2010 – Nowy Jork, Nowy Jork, USA – Beacon Theatre
2. 28 października 2010 – Londyn – występ w BBC Radio 2 Electric Proms (inna setlista dla tego koncertu)
3. 3 listopada 2010 – Los Angeles – Hollywood Palladium
4. 5 listopada 2010 – Ontario, Kalifornia, USA - Citizens Business Bank Arena
5. 6 listopada 2010 – Phoenix, Arizona, USA - US Airways Center
6. 8 listopada 2010 – Hidalgo, Teksas, USA - State Farm Arena
7. 10 listopada 2010 – Lafayette, Luizjana, USA - Cajundome
8. 12 listopada 2010 – Tulsa, Oklahoma, USA - BOK Center
9. 13 listopada 2010 – Fort Worth, Teksas, USA - Fort Worth Convention Center
10. 16 listopada 2010 – Asheville, Karolina Północna, USA - Asheville Civic Center
11. 19 listopada 2010 – Chattanooga, Tennessee, USA - McKenzie Arena
12. 20 listopada 2010 – Daytona Beach, Floryda, USA - Ocean Center
13. 21 listopada 2010 – Lakeland, Floryda, USA - Lakeland Center